# Scott City, Kansas
Scott City là một thành phố thuộc quận Scott, tiểu bang Kansas, Hoa Kỳ. Năm 2010, dân số của xã này là 3816 người.

## Dân số
Dân số các năm:
- Năm 2000: 3855 người
- Năm 2010: 3816 người